# Nučice u Rudné

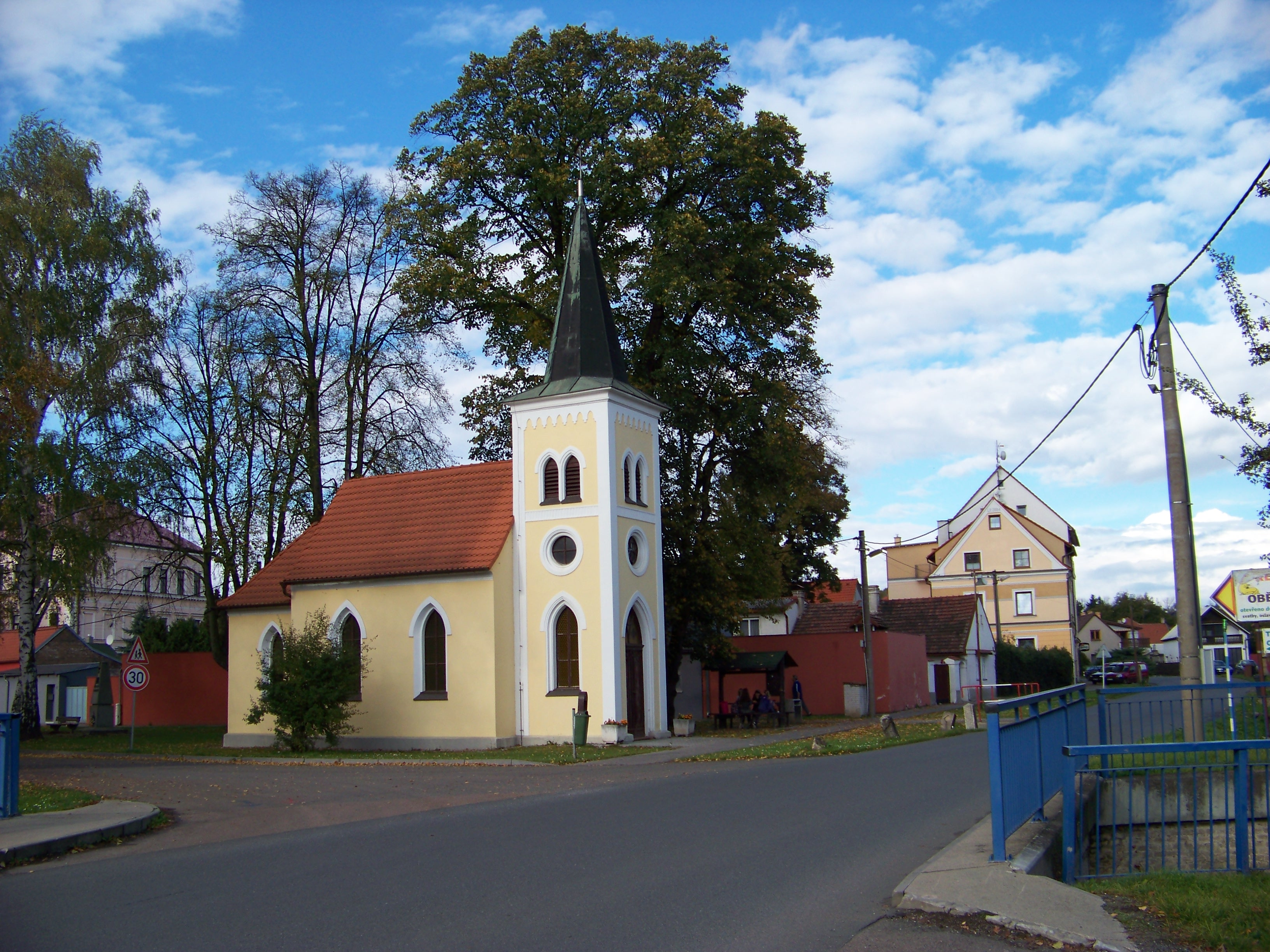
Kapelle des hl. Prokop

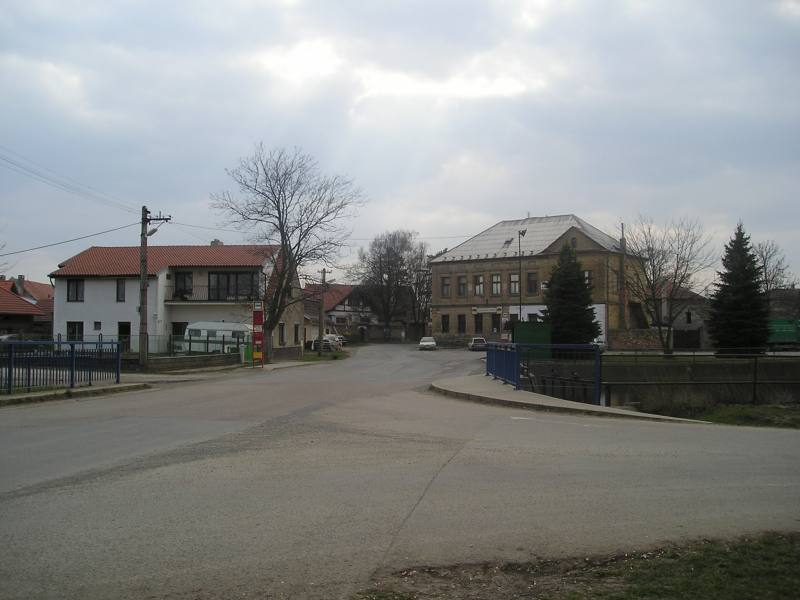
Dorfplatz mit Gasthaus

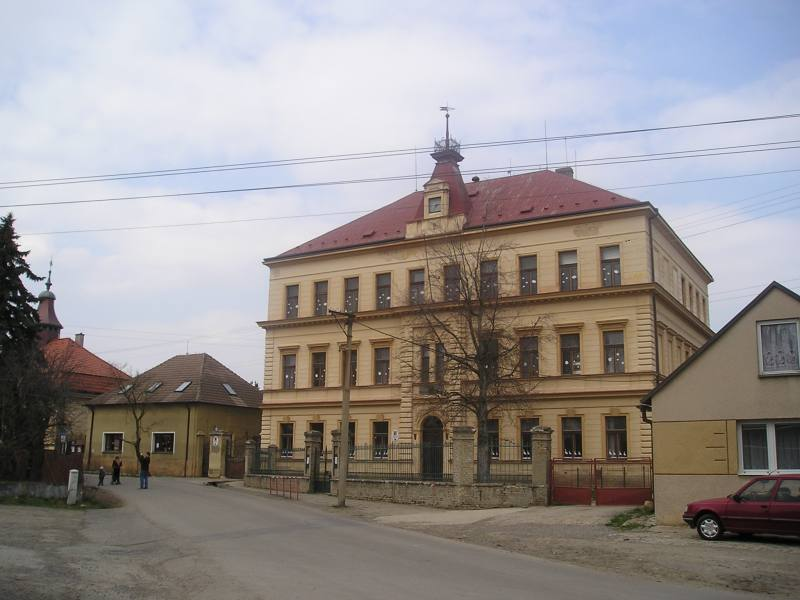
Schule

Nučice (deutsch Nutschitz) ist eine Gemeinde in Tschechien. Sie liegt unmittelbar südlich von Rudná und gehört zum Okres Praha-západ.

## Geographie
Nučice befindet sich auf der Třebotovská plošina (Trebotauer Hochfläche) und wird vom Bach Radotínský potok durchflossen. Nordöstlich erhebt sich die Horka (401 m n.m.) und im Westen der Krahulov (389 m n.m.). Durch den Ort führen die Staatsstraße II/101 zwischen Rudná und Radotín sowie die Anschlussbahn des Kalkwerkes Mořina. Am nördlichen und westlichen Ortrand verläuft die Bahnstrecke Beroun–Rudná u Prahy.
Nachbarorte sind Vinice und Dušníky im Norden, Chrášťany, Třebonice, Jinočany und Mirešice im Nordosten, Dobříč im Osten, Tachlovice im Südosten, Mezouň und Letník im Südwesten, Krahulov im Westen sowie Hořelice im Nordwesten.

## Geschichte
Archäologische Funde belegen eine frühzeitliche Besiedlung und Eisenverhüttung. Der Fund eines Wolfsofens konnte in die markomannische Zeit um 375 datiert werden. Ähnliche Öfen wurden auch bei Loděnice und Chýně aufgefunden. 1958 wurden 14 slawische Knochengräber sowie eine Siedlung aus der Jungsteinzeit entdeckt.
Die erste schriftliche Erwähnung des Ortes erfolgte im Jahre 1037, als Herzog Břetislav I. die Kapelle in der Höhle des heiligen Iwan im späteren Svatý Jan pod Skalou mit deren Hütern, den Bewohnern von Chrustenice und Nučice, dem Benediktinerkloster Insula schenkte. König Wenzel II. überließ am 11. August 1295 die Dörfer Nučice, Dušníky und Stodůlky dem Kapitel des hl. Veit. Die Prager Dompropstei besaß Dörfer bis zu den Hussitenkriegen.
1434 ließ der Vladike Heinrich Ciglhein in Nučice eine Feste errichten. Später wurde die Feste zerstört, und die Herren Kladenský von Kladno erwarben das Gut. Als 1540 der Besitz des Zdeněk Kladenský von Kladno in der Landtafel seinen Erben zugeschrieben wurde, bestand das Gut Nučice aus einer wüsten Feste, einem wüsten Meierhof sowie dem Dorf Nučice mit Kmetenhöfen (dvory kmetcí). Die Feste wurde nie wieder aufgebaut. Noch im 16. Jahrhundert erwarben die Žďárský von Žďár Nučice und vereinigten das Gut mit Tachlovice; Nučice bestand zu dieser Zeit aus 21 Anwesen, den zum Hof gehörenden Wiesen und Gärten sowie einem Teich bei Mezouň. Nachfolgende Besitzer waren Jan Žďárský von Žďár, danach Gothard Florian Žďárský von Žďár auf Roth-Augezd, Genč und Hostiwitz († 1604), anschließend Franz Theoderich Graf Zdiarsky von Saar, in der Mitte des 17. Jahrhunderts Katharina Zdiarsky von Saar und ab 1662 Franz Adam Euseb Zdiarsky Reichsgraf von Saar, der außer Roth-Augezd und Tachlowitz auch die Güter Gettersdorf, Witschitz und Kladno besaß. Während des Dreißigjährigen Krieges blieb Nučice von den Brandschatzungen, die fast alle umliegenden Orte ereilten, verschont. Nach dem Krieg brach in der Gegend die Pest aus.
Im Tachlowitzer Urbar von 1662 ist angeführt, dass von der Feste nichts mehr erhalten sei. Mit Franz Adam Euseb Zdiarsky Reichsgraf von Saar erlosch 1670 die männliche Linie der Reichsgrafen von Saar, seine Güter fielen gemeinschaftlich den fünf Töchtern zu. Johanna Barbara Caretto di Millesimo, geborene Zdiarsky von Saar, verkaufte 1697 das Gut Roth-Augezd an Karl Joachim von Bredau, der im Jahr zuvor von ihr bereits die Güter Tachlowitz und Hostiwitz erworben hatte. Karl Joachim von Bredau kaufte noch weitere Güter hinzu und vereinigte diese zur Herrschaft Tachlowitz. Seine Erben verkauften die Herrschaft 1732 an Anna Maria Franziska von Sachsen-Lauenburg. 1741 erbte deren Tochter Maria Anna Carolina den Besitz; 1751 folgte ihr Sohn Herzog Clemens Franz und nach dessen Tode im Jahre 1770 Kurfürst Maximilian III. Joseph von Bayern. Da der Kurfürst kinderlos blieb, erbte 1777 Herzog Karl August von Zweibrücken die Herrschaft. Dieser verkaufte sie 1784 an Christian August zu Waldeck, Pyrmont und Rappoldstein als nicht landtäflischen Naturalbesitz, der ihm 1790 vertragsgemäß wieder zufiel. 1795 erbte sein Bruder Maximilian Joseph die Herrschaft. Er trat sie 1805 im Zuge seiner Krönung zum ersten König des Königreichs Bayern zusammen mit allen anderen Zweibrückschen Herrschaften in Böhmen (Herrschaften Politz, Reichstadt, Ploschkowitz, Buschtiehrad, Schlackenwerth, Kronporitschen, Katzow und Swoleniowes mit den Lehnhöfen Stareschowsky und Zichowsky) per Staatsvertrag an Erzherzog Ferdinand ab. 1824 erbte dessen Sohn Großherzog Leopold II. von Toskana den Besitz. Im Jahre 1834 hatte Nučice 343 Einwohner, die von der Landwirtschaft lebten. Die Häuser des Dorfes lagen rings um den Dorfplatz (heute Prokpská náves).
Im Jahre 1844 bestand das im Rakonitzer Kreis gelegene Dorf Nutschitz bzw. Nučice aus 48 Häusern mit 343 Einwohnern, darunter zwei jüdischen Familien. Im Ort gab es eine Ziegelhütte und ein Wirtshaus. Pfarrort war Tachlowitz. Nachdem 1845 die Eisenerzlagerstätte auf dem Krahulov (wieder)entdeckt worden war, wandelte sich der Charakter des Dorfes. Im Zuge der Aufnahme des Eisenerzbergwerke kamen Bergleute aus Hořowitz und Příbram nach Nučice. Neben dem alten Dorf entstanden Bergmannssiedlungen. Bis zur Mitte des 19. Jahrhunderts blieb Nutschitz der Herrschaft Tachlowitz untertänig. Amtssitz war Groß-Jentsch.
Nach der Aufhebung der Patrimonialherrschaften bildete Nučice / Nutschitz ab 1850 eine Gemeinde im Gerichtsbezirk Unhošť. 1857 ließ die Prager Eisenindustrie-Gesellschaft neben den Eisenerzbergwerken bei Nučice und ihrem Eisenwerk in Kladno die Kladno-Nučicer Bahn errichten; sie wurde zum Ende des 19. Jahrhunderts noch bis zu den Steinbrüchen bei Mořina verlängert. 1868 wurde die Gemeinde dem Bezirk Smichow zugeordnet, ab 1893 gehörte sie zum neu gebildeten Bezirk Kladno. 1897 nahm die neue Eisenbahn zwischen Dušníky und Beraun den Betrieb auf. Im Jahre 1900 hatte Nučice 1265 Einwohner, 1910 waren es 1428. Der Bergbau machte Nučice zu einer der wohlhabendsten Gemeinden in Böhmen. Mit dem Rückgang der Eisenerzförderung in der Mitte des 20. Jahrhunderts setzte auch eine erste leichte Abwanderung ein. Während der deutschen Besetzung agierte in der Gegend die Widerstandsgruppe Železo. 1949 wurde die Gemeinde Nučice dem Okres Praha-západ zugeordnet. Bei der Gebietsreform von 1960 wurde Nučice Teil des Okres Beroun. 1964 stellten die Eisenerzbergwerke Nučice ihren Betrieb ein. Ein Großteil der Einwohner pendelte danach zur Arbeit nach Kladno oder Prag. Die Abwanderung blieb jedoch zunächst gering. Seit Ende 1968 endet die Montanbahn an der Bahnstation Hořelice. Im Jahre 1971 lebten in Nučice noch 1078 Personen. Danach setzte ein stetiger Bevölkerungsrückgang ein, der 1994 mit 869 Einwohnern einen Tiefpunkt erreichte. Am 1. Juli 1974 wurde die Gemeinde vom Okres Beroun in den Okres Praha-západ umgegliedert. Durch den Ausbau des Prager Nahverkehrs konnte sich Nučice als Prager Randsiedlung etablieren. Seit der Mitte der 2000er Jahre verzeichnet die Gemeinde einen starken Zuzug. Im Jahre 2012 war die Einwohnerzahl auf 1880 angestiegen.

## Gemeindegliederung
Für die Gemeinde Nučice sind keine Ortsteile ausgewiesen. Grundsiedlungseinheiten sind Krahulov, Nučice und Vinice. Zu Nučice gehört außerdem die Siedlung V Hlubokém.

## Sehenswürdigkeiten
- Kapelle des hl. Prokop am Dorfplatz
- Museum Nučice, die Idee zu einem Museum entstand nach dem Gräberfund von 1958, eröffnet wurde es 1967[5]
- Bergarbeiterdenkmal
- Gedenkstein für die Gefallenen des Ersten Weltkrieges